# American Ghost Dance
American Ghost Dance – piosenka amerykańskiego zespołu rockowego Red Hot Chili Peppers. Pochodzi z ich wydanego w 1985 roku albumu, Freaky Styley; jest na nim trzecim utworem. Piosenka została także wydana jako singel.
21 lat później, zespół chciał użyć "American Ghost Dance" jako podkładu dla swojej innej piosenki "Hump de Bump", pochodzącej z płyty Stadium Arcadium.